# 翟天临学术风波
翟天临学术风波，又名翟天临学术门，是指2019年中国男演员翟天临被曝抄袭论文之外，其高考成绩也遭到网友质疑的事件。在网络上发酵数日后，翟天临发表致歉信，并申请退出北京大学博士后科研流动站的相关工作。之后，翟天临的电影学博士学位被北京电影学院撤销。本案揭露了牽涉學術界的中国內地娱乐圈乱象。

## 初始
2019年1月31日，翟天临在新浪微博晒出自己获得北京大学光华管理学院博士后职位的通知书。
2月4日，翟天临参加央视春晚，在小品《“儿子”来了》饰演一位“打假”警察。随后，翟天临被网友怀疑涉及学术造假。中国互联网上开始流传一段翟天临在2018年8月26日于一直播的直播回放。视频中，翟在回答网友提问时回应“知网是什么”。随后，引发更多网友关注这一事件，进而质疑其博士学位可能掺水或造假。翟天临就不識知網一事辯称自己当时只是在开玩笑，并自侃「我说我不知道1+1=2也有人信吧」。
8日，翟天临工作室发表声明称翟天临博士学位完全符合北京电影学院要求。

## 发展

### 翟天临被曝学术不端
网友先后使用知网等查重工具对翟2018年8月发表在《广电时评》杂志上的论文进行查重，发现全文字数不足3000而且出现大段抄袭，除去本人已发表文字外复制比超过40%。其中被抄袭最多的是黄立华教授2006年发表在《黄山学院学报》上的文章，亦引得原作者抨击。2月14日，有媒体发现翟天临撰写的北京电影学院硕士学位论文《“英雄”本是“普通人”——试论表演创作中的英雄形象与人性》在知网的查重结果中，重复字数过万，重复比高达36.2%。其中，单篇最大文字复制比达到5.5%，来源为陈坤的毕业论文《性格化表演之我见》，已经达到知网“疑似剽窃观点”和“疑似剽窃文字表述”的指标。
在被曝抄袭论文之后，翟天临先前的采访报道以及博文也被网友扒出。网友发现，翟天临曾自曝高考成绩在580多分，但又说自己的数学成绩只有19分，而文综成绩相当高，接近满分。网友质疑他的高考成绩并表示，在数学仅有19分的情况下总成绩达到580多分，文综总分需高达270以上，语文和英语平均分也要分别达到145分；而当年山东省文科状元的文综总成绩只有267分。此外，翟天临亦曾表示，自己当年的高考成绩过了一本线，也刚好达到了国际关系学院的录取分数线，但自己最后还是选择就读北京电影学院。有网友据此又查阅了网上资料，发现当年国际关系学院在山东省的文科录取分数线是641分。网友通过查阅2006年北京电影学院表演系在山东录取的学生数据得知，当年仅录取两名山东籍学生：翟天临与马晓灿，两人的分数分别为348分和402分。结合马晓灿曾以全校第一的成绩考入表演系研究生等情况，网友推断348分是翟天临的高考成绩。

### 陈浥博导资格受质疑
翟天临的博士导师、北京电影学院表演学院原院长陈浥亦受事件牵连，引起网友关注。因其仅有本科学历且未有发表论文，其博士生导师资格受到质疑。

### 当事人致歉
2019年2月14日，事件当事人翟天临就学术风波发表致歉声明，称是虚荣心和侥幸心让其迷失了自己，愿意积极配合北京电影学院的一切调查，并正式申请退出北大博士后科研流动站的相关工作。

## 处理
北京电影学院闻讯成立调查组并按照相关程序启动调查程序，还表示将高度重视学术道德建设，对学术不端的行为持零容忍态度。北京大学光华管理学院随后也发表声明称，将根据翟天临博士学位授予单位的调查结论按规定做出处理。
2月15日，中华人民共和国教育部新闻发言人续梅在新闻发布会上就“翟天临涉嫌学术不端事件”回应称，教育部高度重视此次事件，已要求有关方面进行核查。她还表示，教育部对于学术不端的行为一贯持“零容忍”态度，“绝对不能允许出现无视学术规矩，破坏学术规范，损害教育公平的行为”；“对于这些行为，坚决发现一起，核实一起，查处一起，绝不姑息”。
2月16日，北京大学校方通过新浪微博发布《关于招募翟天临为博士后的调查说明》，表示已确认翟天临存在学术不端行为，并对其作出博士后退站处理。
2月19日，北京电影学院发布微博表示，撤销翟天临博士学位，取消陈浥博导资格。

## 后续
2019年2月26日，为进一步规范和加强研究生培养管理，中华人民共和国教育部办公厅发布《教育部办公厅关于进一步规范和加强研究生培养管理的通知》，分别就研究生考试招生和培养管理工作提出一系列更加严格的规范性要求。
2019年4月2日，中华人民共和国教育部在官网上公布了《教育部2019年部门预算》（以下简称《预算》）。《预算》中透露，2019年教育部将继续对博士学位论文的抽检，3年内针对新增学位授权点进行专项评估，将对普通高校进行专项检查。

## 影响

### 翟天临形象崩塌
因受学术不端事件影响，翟天临人设形象受损。四川大学学术诚信与科学探索网将翟天临纳入“学术不端案例”公示栏。除此之外，翟天临在电视剧《老中医》的戏份也遭到删减。

### 北京电影学院被指充斥学术乱象
翟天临“论文造假”一事发生后，北京电影学院的学术乱象再度引发关注。有舆论指出，北电先前就曾多次出现乱象，例如其表演学院院长张辉的外甥益才免试升读研究生、关晓彤缺课整整一年。即使北京电影学院发布阶段性调查进展，认定此次事件存在学术不端情况，并对翟天临及其导师进行了处理，但是此处理结果并不能令关注此次事件的网友满意。

## 评价
翟天临学术风波引发舆论普遍关注，舆论界也从不同角度对此次事件作出评价。
在娱乐圈乱象、娱乐界人士道德水平问题方面，《人民日报》指出：“事实上，演员最好的人设就是自我，没有什么比优秀的作品、出色的演技、高尚的人格更能赢得观众的真心了。”《北京日报》评论员牛春梅表示，“不仅仅是翟天临，在过去的一年，我们目睹了娱乐圈儿太多的人设崩塌现场，希望新年这样的‘豆腐渣’人设工程能够少一点。”
就权力与学位交换的问题，《人民日报海外版》旗下新媒体品牌栏目“侠客岛”给出的评价是：“金钱能收买权力，但买不到正义；买得来文凭，买不到智商。”
对于事件调查积极性、严肃性以及处罚严格性，《三湘都市报》强调：“‘翟天临事件’应尽快给出调查结果。”《央视网》公众号2月16日以标题“呵呵”转发北京大学官方微博发布的北大确认翟天临学术不端的调查说明。